# Cerrado
Cerrado é um bioma brasileiro, caracterizada especialmente pelo bioma (na acepção internacional) savana, mas também por floresta estacional e campo. A palavra "cerrado" pode ser usada em três sentidos (sendo que o presente artigo adota o segundo).[p.53-55] Em primeiro, a "fisionomia do cerrado sensu stricto" é uma das fisionomias do bioma savana, e parte da província florística cerrado sensu lato.
Em segundo, a "província do cerrado sensu lato" é uma província florística ou fitogeográfica — também chamada tipo vegetacional ou fitocório, que é um conceito florístico, que leva em conta a composição dos grupos taxonômicos das plantas de uma comunidade, (isto é, a flora) e biogeográfica (ao se incluir também a fauna). Corresponde à província Oreades de Martius. É composto por três biomas (que é um conceito fisionômico-funcional, e que apesar de englobar tanto as plantas quanto os animais e microrganismos de uma comunidade, na prática, se define pelo clima e pela fisionomia ou aparência geral das plantas da comunidade, isto é, pelo "tipo de formação vegetacional" - não confundir com o conceito florístico de "tipo vegetacional" - embora certos autores usem esta expressão para se referir a fisionomias) e seis fisionomias (subtipos de bioma ou de formação vegetacional): o bioma campo tropical (fisionomia campo limpo), o bioma savana (fisionomias campo sujo, campo cerrado e cerrado sensu stricto) e o bioma floresta estacional (fisionomia cerradão).
Em terceiro, o "domínio do cerrado" se refere a um domínio morfoclimático e fitogeográfico (área do espaço geográfico, com dimensões subcontinentais, em que predominam características morfoclimáticas - de clima e relevo - semelhantes, além de uma província florística (tipo vegetacional) predominante, podendo, entretanto, conter vários tipos de formações (como a floresta ripícola, o campo rupícola, o Cerradão, a floresta estacional decídua, o campo úmido, a mata ciliar, mata de galeria, mata seca, palmeiral, vereda e campo rupestre), algumas pertencentes a outras províncias florísticas (como a Mata Atlântica).
A grafia varia entre os autores: alguns propõem que apenas o terceiro sentido seja usado com inicial maiúscula, outros sugerem o mesmo para o segundo sentido, e alguns usam os três conceitos com iniciais minúsculas. Pode-se observar, então, que embora o cerrado sensu lato e o domínio do cerrado sejam comumente referidos, até mesmo em certos documentos oficiais do IBGE ou da Embrapa, como um bioma (que é definido na literatura internacional a partir de características fisionômicas e ambientais, independentemente da composição taxonômica da comunidade), de acordo com o uso internacional do conceito de bioma, o correto é dizer que o cerrado (seja a província florística ou o domínio morfoclimático) contém biomas, e não que é um bioma.

## Características

Mapa da área do Cerrado delineado pela World Wide Fund for Nature

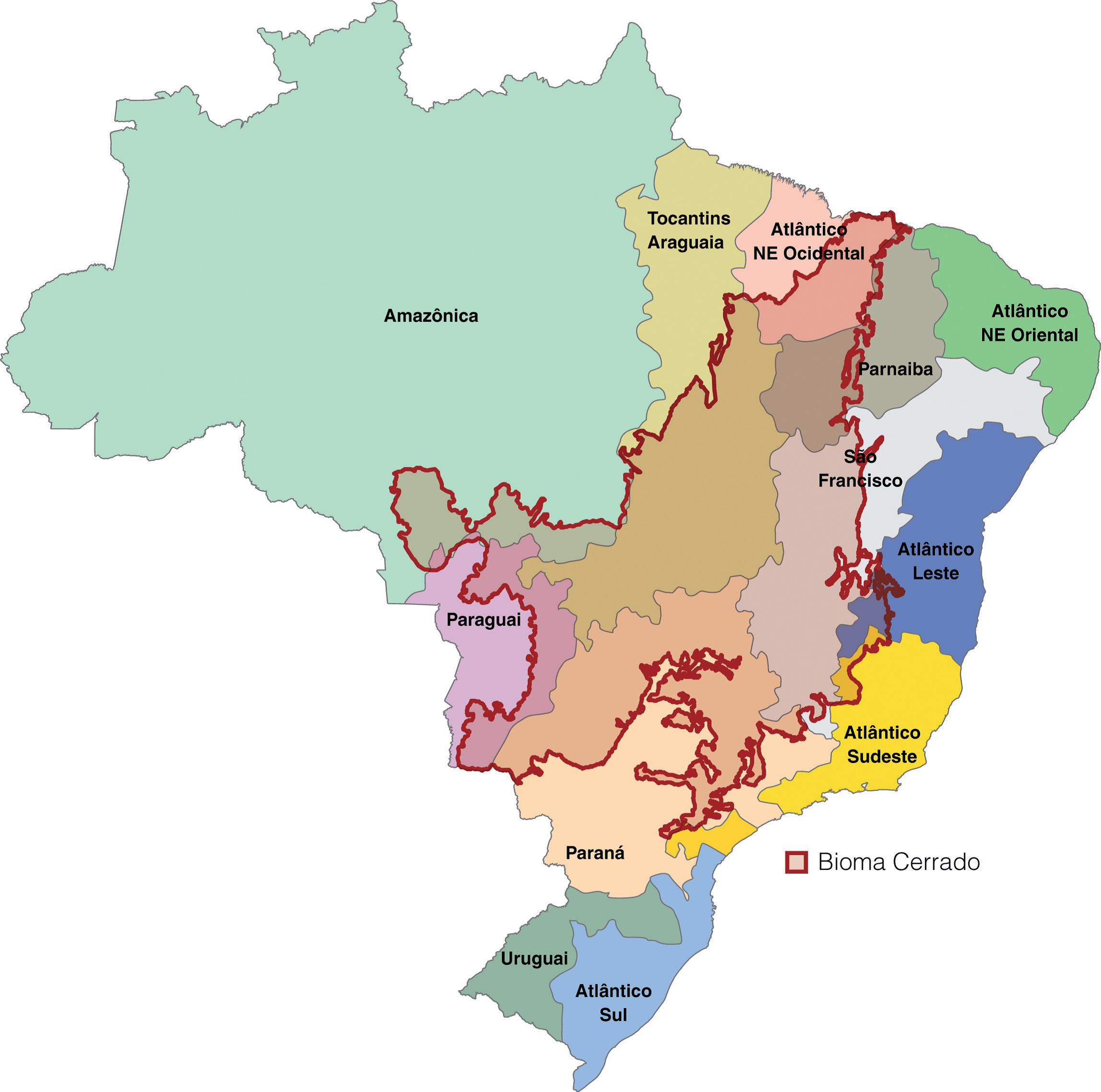
Mapa de sobreposição das regiões hidrográficas do Brasil com a área de distribuição do cerrado

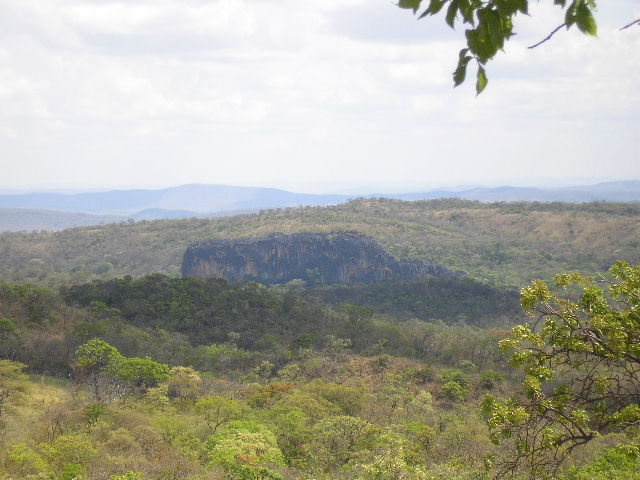
Vegetação característica na região noroeste de Minas Gerais, Brasil

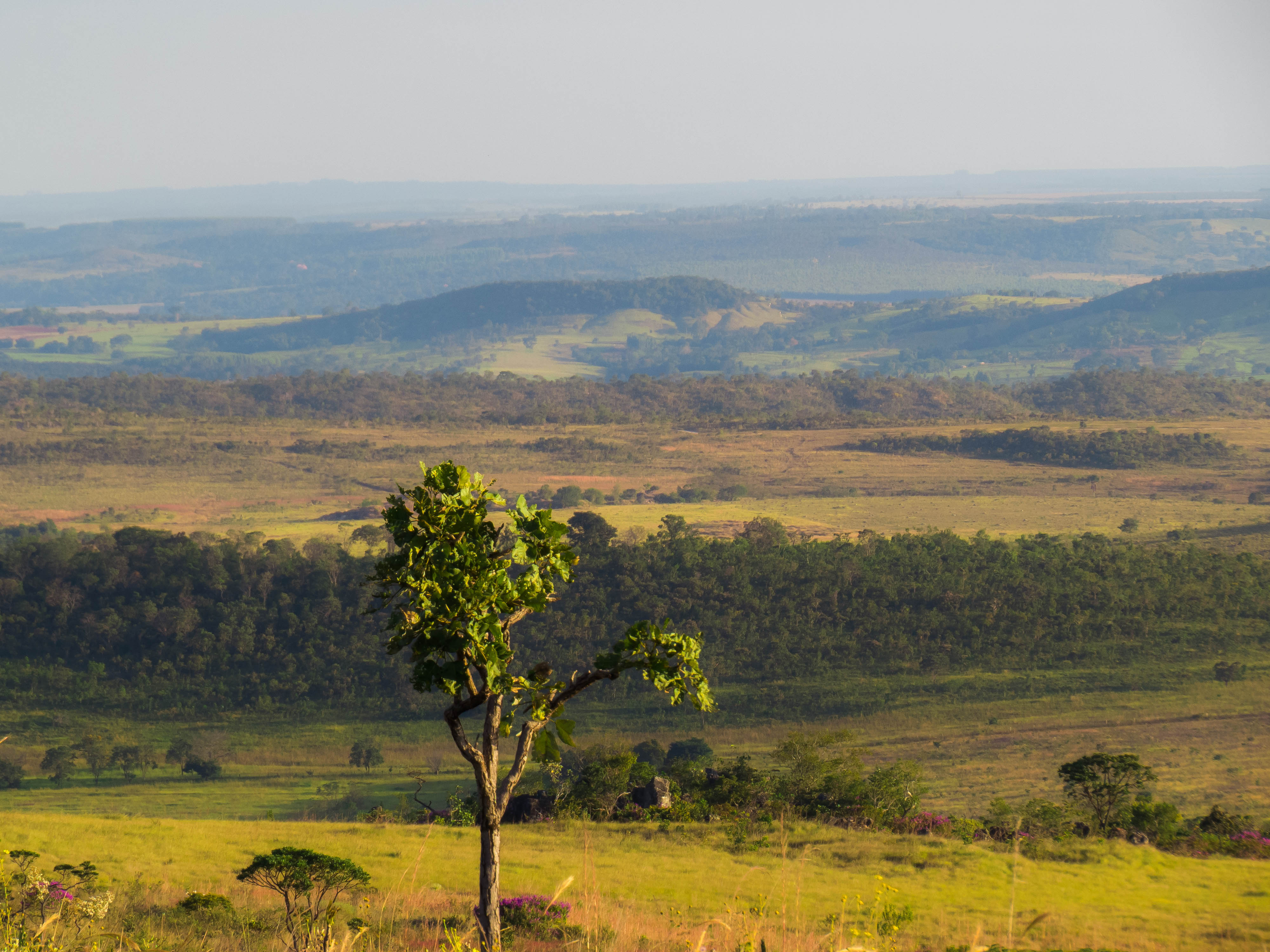
Parque Estadual dos Pireneus, em Goiás

As "savanas brasileiras"  — o Cerrado e a Caatinga — são uma forma de vegetação que tem diversas variações fisionômicas ao longo das grandes áreas que ocupam o território do país. É uma área zonal, como as savanas da África, e corresponde grosso modo ao Planalto Central.[carece de fontes?]
O Cerrado é o segundo maior bioma brasileiro, estendendo-se, em sua área core ou nuclear, por um território de 1,5 milhão de km², abrangendo quatro estados do Brasil Central (Goiás, Mato Grosso, Mato Grosso do Sul e Distrito Federal), além de Minas Gerais, São Paulo, Paraná, Tocantins, Bahia, Maranhão e Piauí.
Incluindo-se as áreas periféricas, o valor chega a 1,8 ou 2,0 milhões de km², abrangendo os estados do Amapá e Roraima, em latitudes ao norte do Equador, ou São Paulo e Paraná, já abaixo do trópico de Capricórnio. No sentido das longitudes, o Cerrado aparece desde Pernambuco, Alagoas, Sergipe, a leste, até o Pará e o Amazonas, a oeste. Cortado por três das maiores bacias hidrográficas da América do Sul, tem índices pluviométricos regulares que lhe propiciam sua grande biodiversidade.
- Ecossistemas do bioma cerrado do Brasil:
  - cerrado
  - cerradão
  - campestre
  - floresta de galeria
  - Campos rupestres

Há também os ecossistemas de transição com os outros biomas que fazem limite com o Cerrado, que possui alta biodiversidade, embora menor que a mata atlântica e a floresta amazônica. Pouco afetado até a década de 1960, está desde então crescentemente ameaçado, principalmente os cerradões, seja pela instalação de cidades e rodovias, seja pelo crescimento das monoculturas, como soja e o arroz, a pecuária intensiva, a carvoaria e o desmatamento causado pela atividade madeireira e por frequentes queimadas, devido às altas temperaturas e baixa umidade, quanto ao infortúnio do descuido humano.
Nas regiões onde o cerrado predomina, o clima é quente e há períodos de chuva e de seca, com incêndios espontâneos esporádicos, com alguns anos de intervalo entre eles, ocorrendo no período da seca. A vegetação, em sua maior parte, é semelhante à de savana, com gramíneas, arbustos e árvores esparsas. As árvores têm caules retorcidos e raízes longas, que permitem a absorção da água - disponível nos solos do cerrado abaixo de 2 metros de profundidade, mesmo durante a estação seca do inverno.
Dependendo de sua concentração e das condições de vida do lugar, pode apresentar mudanças diferenciadas denominadas de cerradão, campestre e cerrado (lato sensu), intercalado por formações de florestas, várzeas, campos rupestres e outros. Nas matas de galeria aparecem por vezes as veredas. Outros ecossistemas: Campo Sujo, Campo Cerrado, Cerrado Rupestre, Mata Seca ou Mata Mesofítica e Parque Cerrado. Grande parte do Cerrado já foi destruída, em especial para a instalação de cidades e plantações, o que o torna um bioma muito mais ameaçado do que a Amazônia.

### Clima

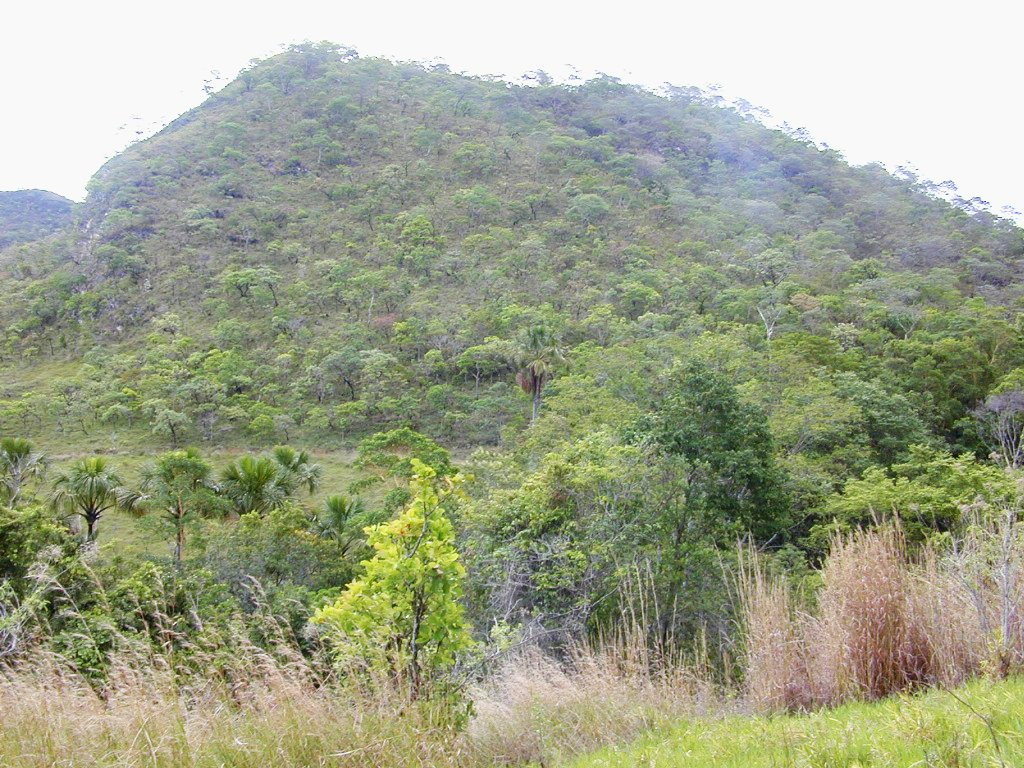
Cerrado na região de Pirenópolis, Goiás

O clima predominante no Cerrado é o Tropical Sazonal, com inverno seco. A temperatura média anual é de 22°C, podendo chegar a marcações de até 40°C na primavera. As mínimas registradas podem chegar a valores próximos de 10°C ou até menos, nos meses de maio, junho e julho. A precipitação média anual fica entre 1 200 e 1 800 milímetros, com estação chuvosa compreendida entre outubro e abril, sendo dezembro e janeiro os meses mais chuvosos. Curtos períodos de seca, chamados de veranicos, podem ocorrer no meio da primavera e do verão. No período de maio a setembro os índices pluviométricos mensais reduzem-se bastante, podendo chegar a zero.
Nos períodos de estiagem, o solo se resseca muito, mas somente em sua parte superficial (1,5 a 2 metros de profundidade). Mas vários estudos já demonstraram que, mesmo durante a seca, as folhas das árvores perdem razoáveis quantidades de água por transpiração, evidenciando a disponibilidade deste mineral nas camadas profundas do solo. Outra evidência é a floração do ipê-amarelo na estação da seca, porém a maior demonstração deste fato é a presença de extensas plantações de eucaliptos, crescendo e produzindo plenamente, sem necessidade de irrigação e adubação.
Ventos fortes e constantes não são características gerais do Cerrado. Normalmente, a atmosfera é calma e o ar fica muitas vezes quase parado. Em agosto costumam ocorrer algumas ventanias, levantando poeiras e cinzas de queimadas a grandes alturas, através de redemoinhos que se podem ver de longe. A radiação solar é bastante intensa, podendo reduzir-se devido à alta nebulosidade nos meses excessivamente chuvosos do verão.

### Relevo

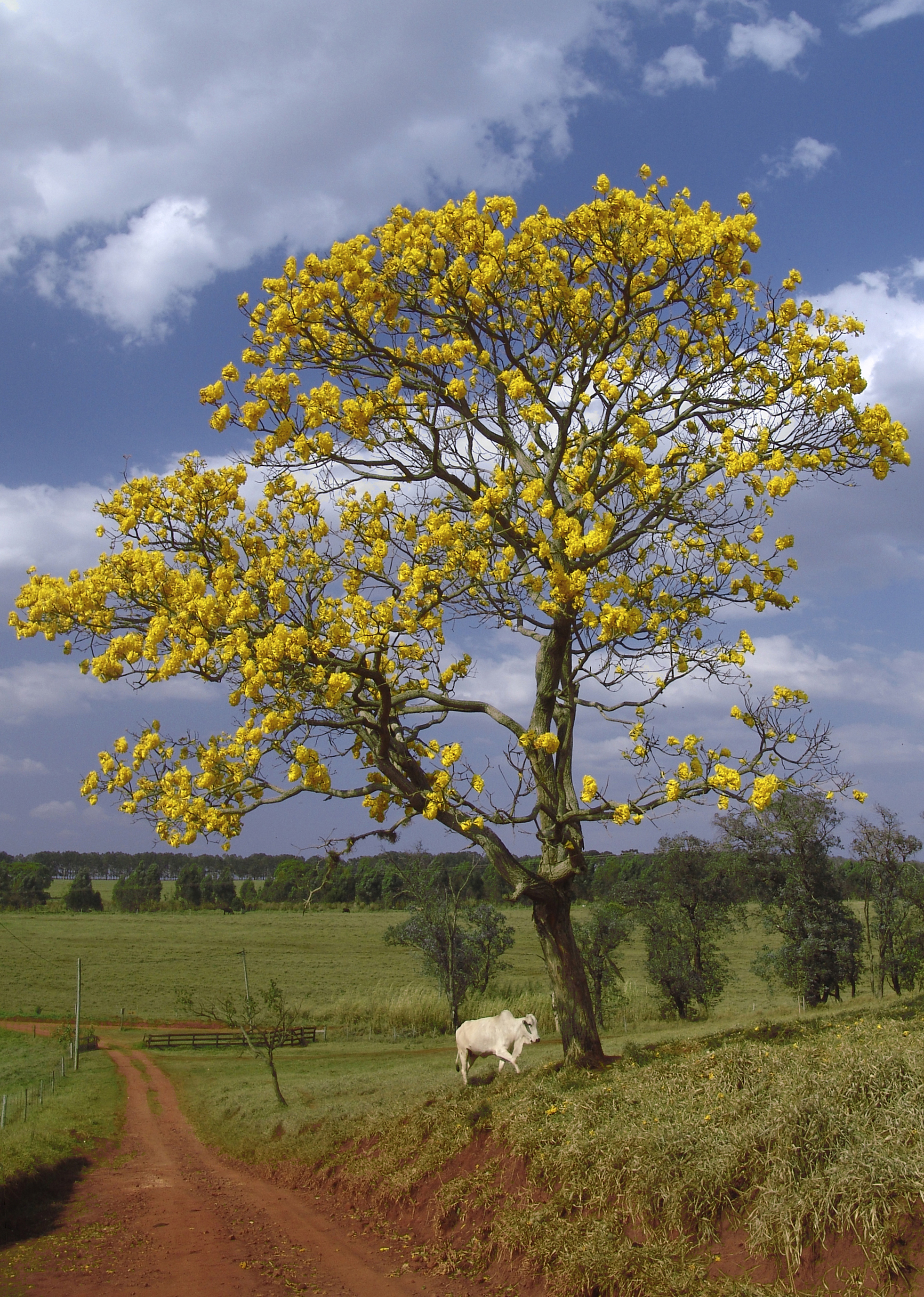
Ipê-amarelo-cascudo (Handroanthus chrysotrichus) em Avaré, São Paulo, árvore típica do cerrado

Os pontos mais elevados do Cerrado estão na cadeia que passa por Goiás em direção sudeste-nordeste. O Pico Alto da Serra dos Pireneus, com 1 385 metros de altitude, a Chapada dos Veadeiros, com 1 250 metros e outros pontos com elevações consideradas , que se estendem em direção noroeste; a Serra do Jerônimo e outras serras menores, com altitudes entre 500 e 800 metros.
O relevo é um tanto acidentado, com poucas áreas planas. Nos morros mais altos são encontrados pedregulhos, argila com inclusões de pedras e camadas de areia. Outra formação é constituída por aflorações e rochas calcárias, com fendas, grutas e cavernas em diferentes tamanhos. Por cima das rochas há uma vegetação silvestre. Possui campos e vales com vegetação bem característica e há ainda uma floresta-galeria rodeando riachos e lagoas.
Os solos apresentam-se intemperizados, devido à alta lixiviação e possuem baixa fertilidade natural. Apresenta pH ácido, variando de 4,3 a 6,2. Possui elevado conteúdo de alumínio, baixa disponibilidade de nutrientes, como fósforo, cálcio, magnésio, potássio, matéria orgânica, zinco, argila, compondo-se de caulinita, goethita e gibbsita. O solo é bem drenado, profundo e com camadas de húmus.
Há estruturas do solo bem degradadas, devido às atividades agrícolas e pastagens, inclusive o chamado reflorestamento com Eucalyptus na década de 1960. A recuperação é muito difícil, principalmente nos cerradões, devido às características do solo e ao regime de chuvas. Pode ser tentada a revegetação associado com plantio de milho, feijão, café, freijó, maniçoba, buriti ou dendê, no sistema de agrofloresta.

### Vegetação
Quem já viajou pelo interior do Brasil, através de estados como Minas Gerais, Goiás, Tocantins, Bahia, Mato Grosso ou Mato Grosso do Sul, certamente atravessou extensos chapadões, cobertos por uma vegetação de pequenas árvores retorcidas, dispersas em meio a um tapete de gramíneas - o cerrado.
Durante os meses quentes de verão, quando as chuvas se concentram e os dias são mais longos, tudo ali é muito verde. No inverno, ao contrário, o capim amarelece e seca; quase todas as árvores e arbustos, por sua vez, trocam a folhagem senescente por outra totalmente nova. Mas não o fazem todos os indivíduos a um só tempo, como nas caatingas nordestinas. Enquanto alguns ainda mantém suas folhas verdes, outros já as apresentam amarelas ou pardacentas, e outros já se despiram totalmente delas.
Assim, o cerrado não se comporta como uma vegetação caducifólia, embora cada um de seus indivíduos arbóreos e arbustivos o sejam, porém independentemente uns dos outros. Mesmo no auge da seca, o cerrado apresenta algum verde no seu estrato arbóreo-arbustivo. Suas espécies lenhosas são caducifólias, mas a vegetação como um todo não. Esta é semicaducifólia.

#### Fitogeografia

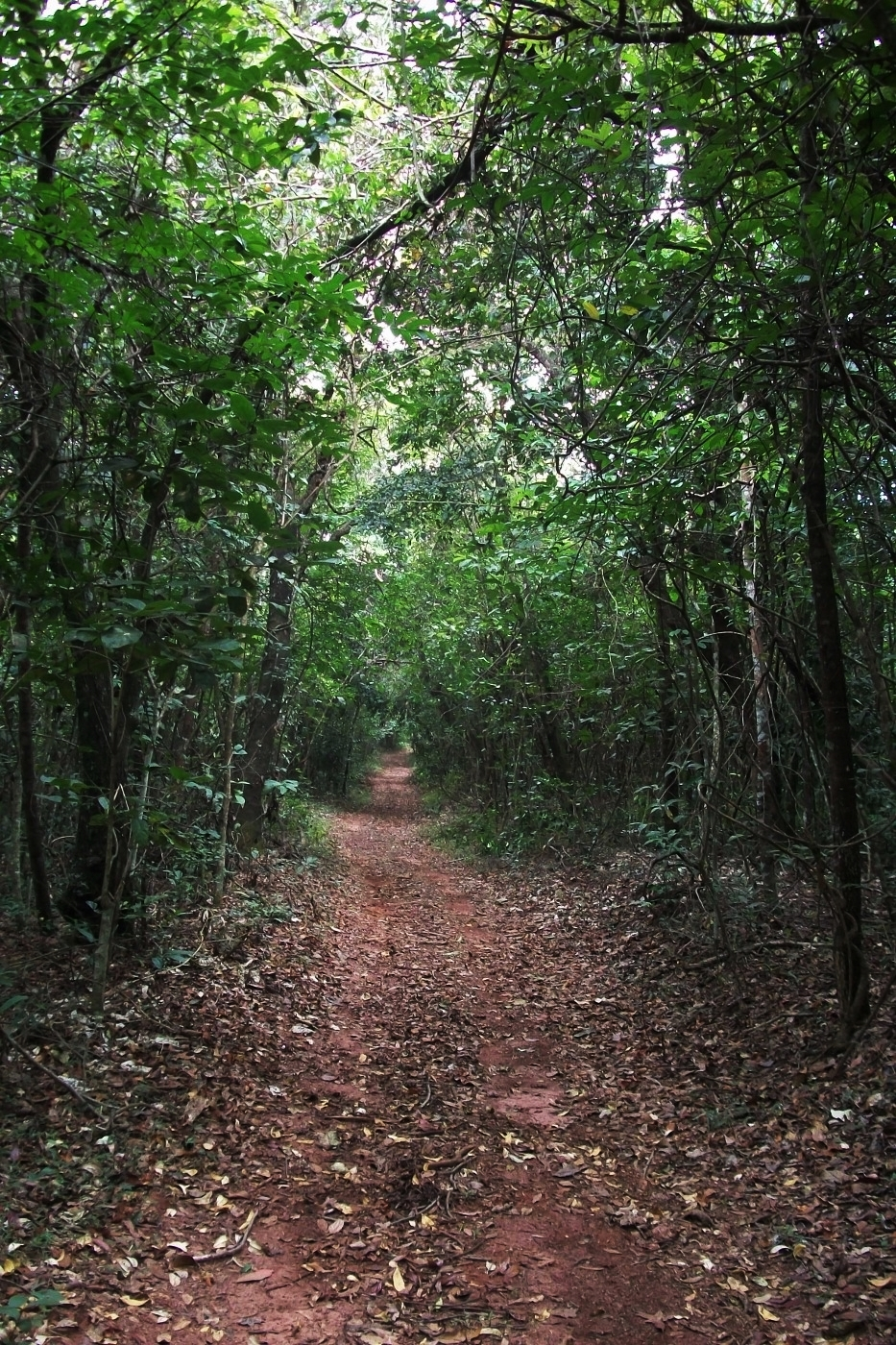
Trilha em área de cerradão no Parque Estadual Matas do Segredo, Campo Grande, MS

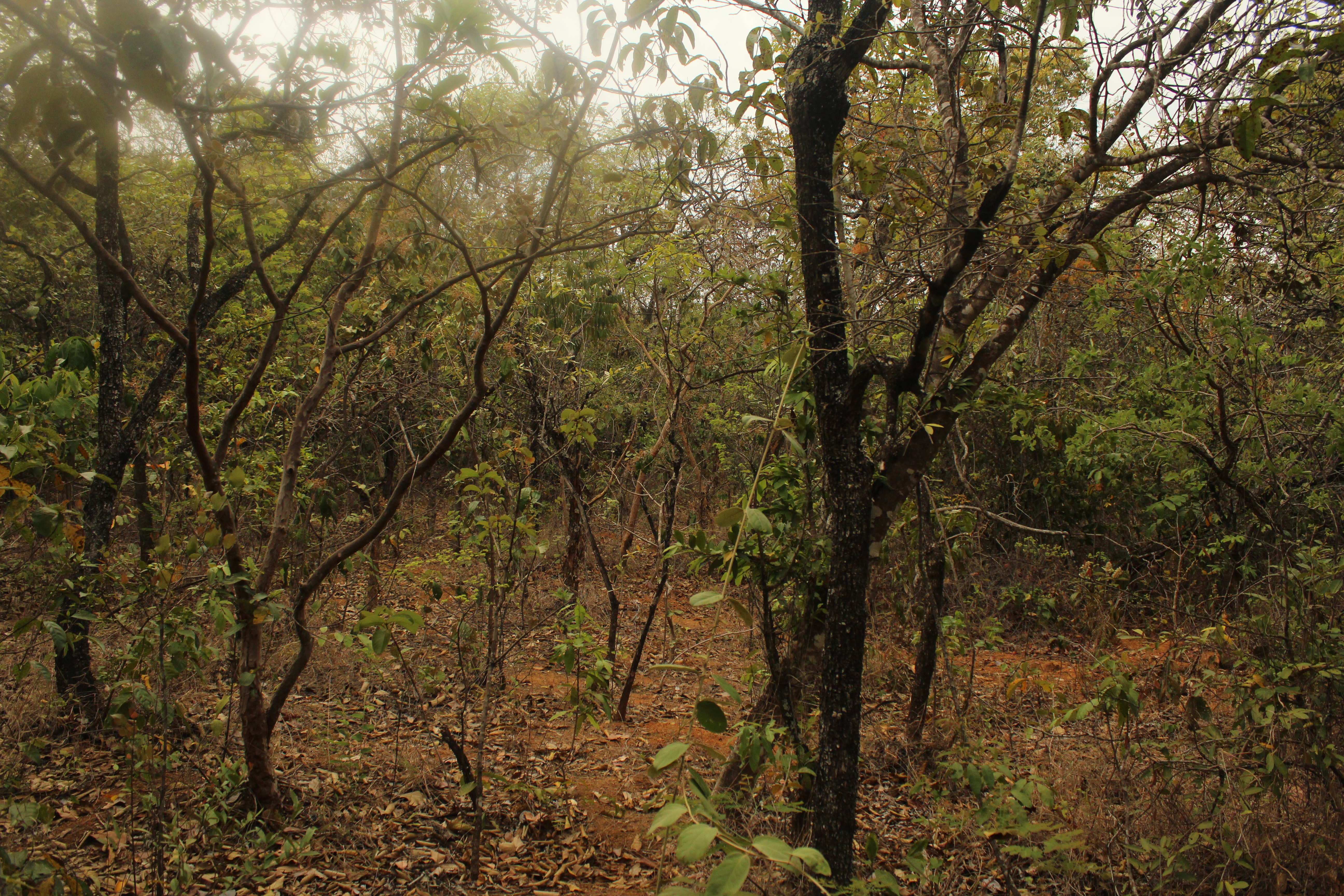
Interior de cerrado típico na Floresta Nacional de Paraopeba, MG

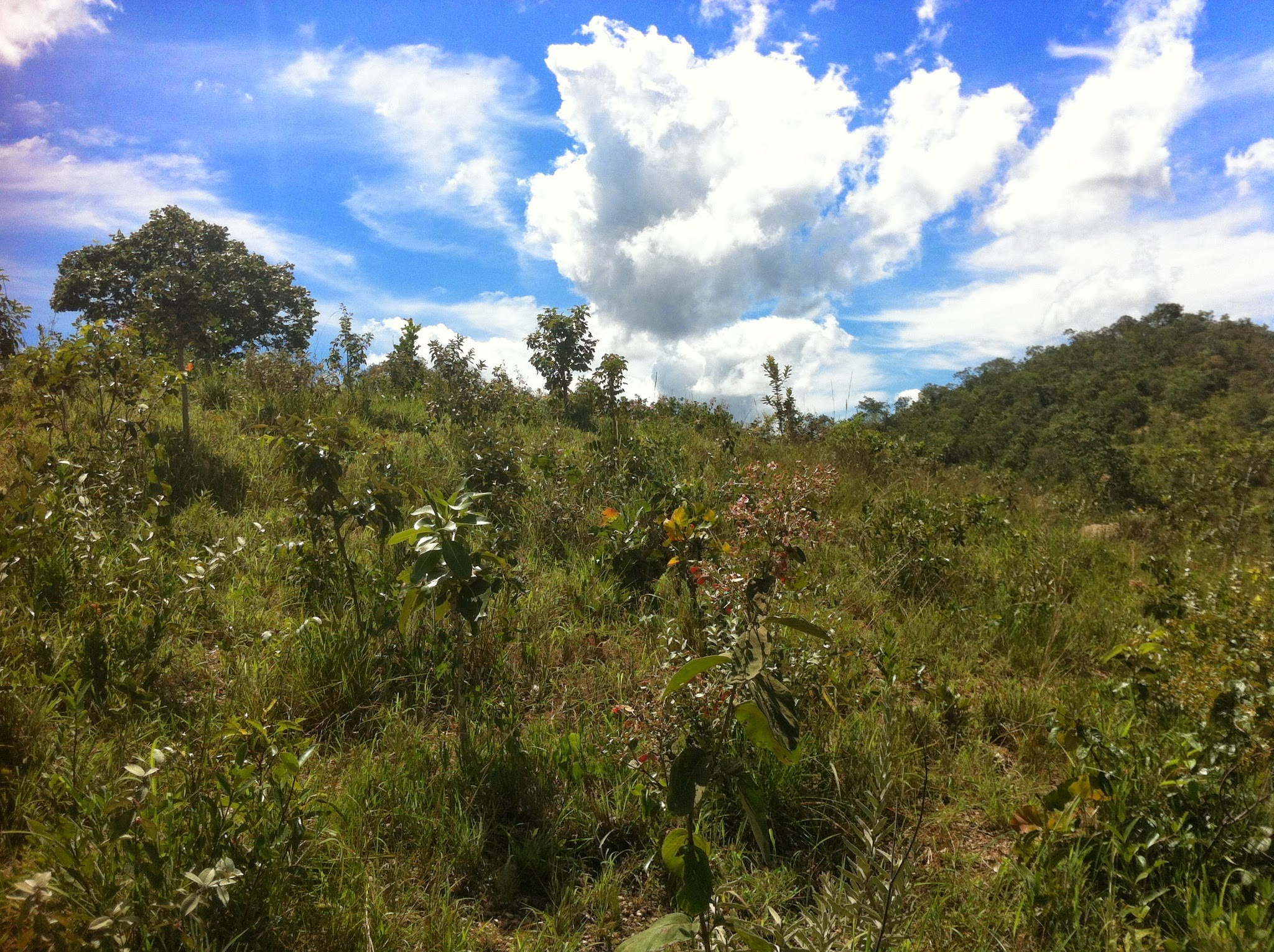
Campo cerrado em área com influência antrópica em Padre Bernardo, GO

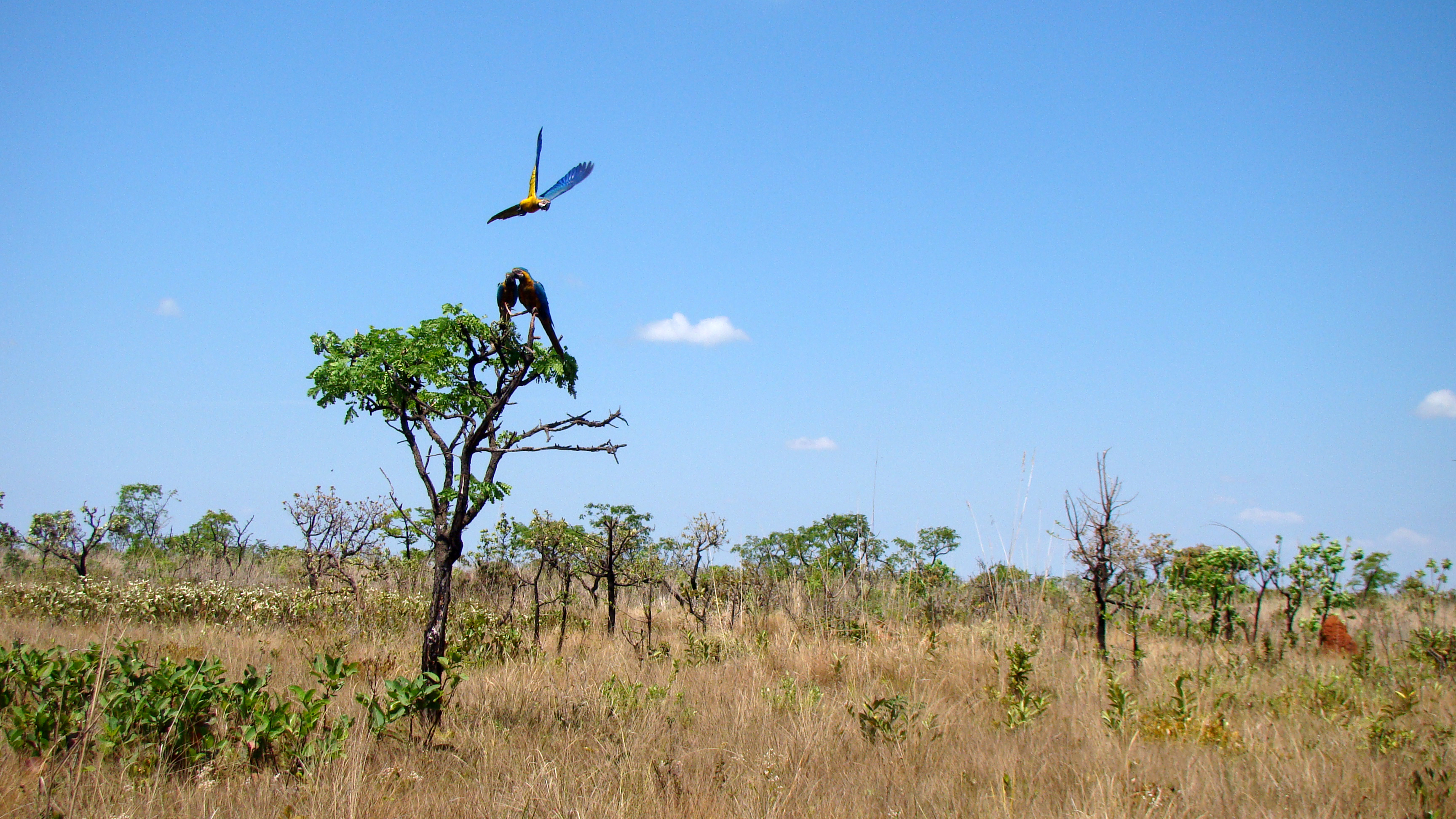
Área de campo sujo no Parque Nacional das Emas, GO

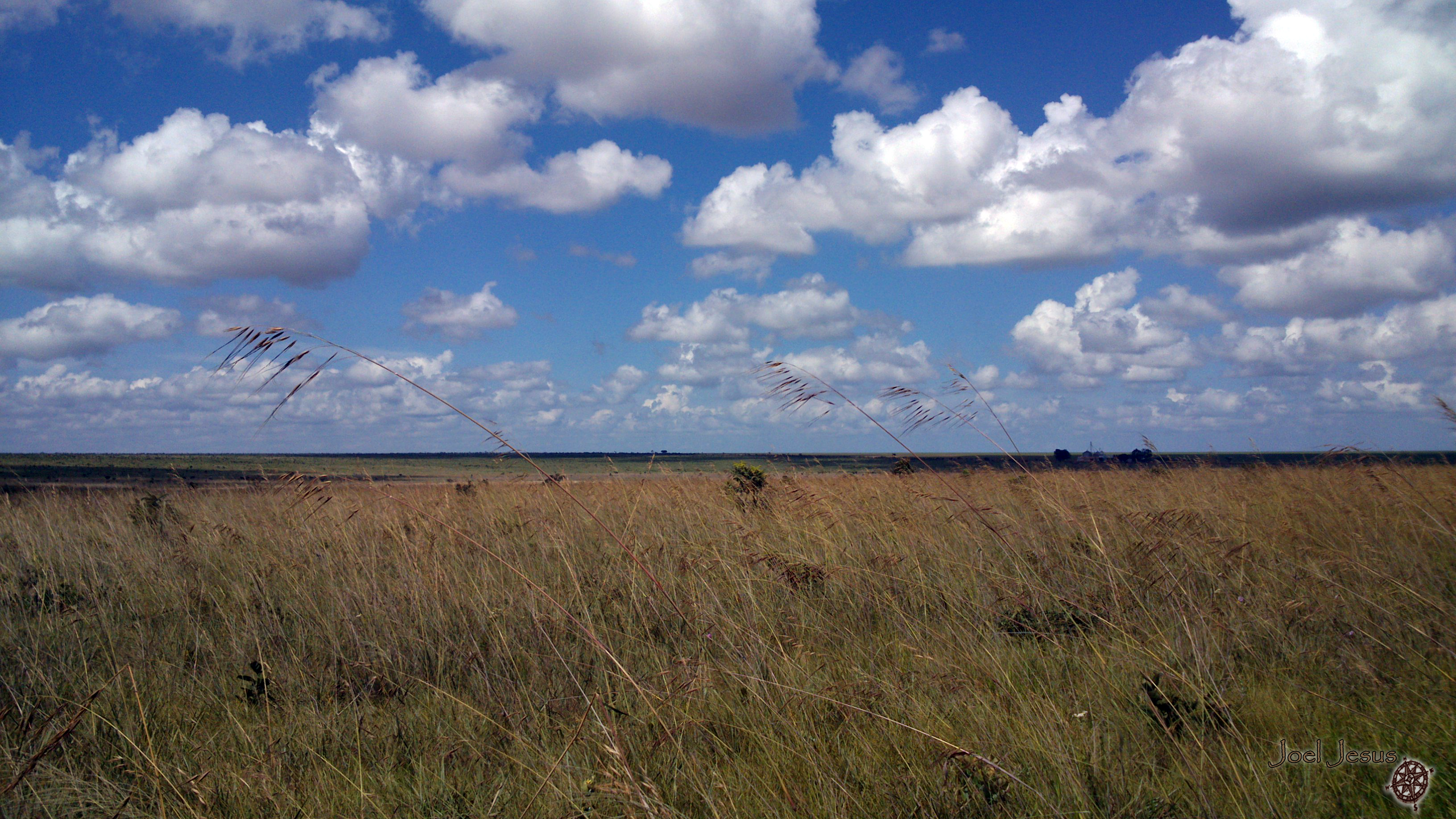
Área de campo limpo no Parque Nacional das Emas, GO

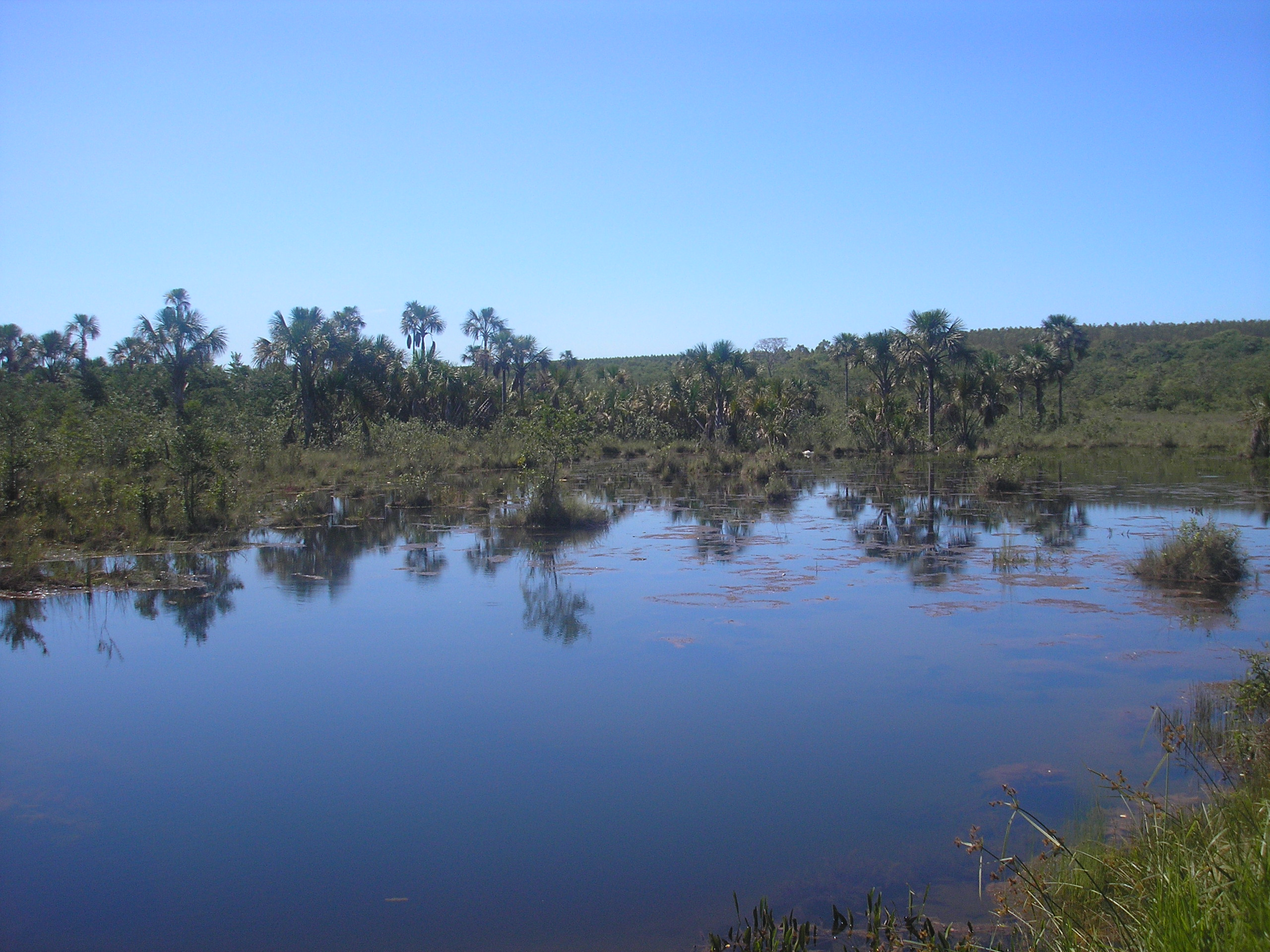
Vereda em Lagoa Grande, MG

Martius (1824), embora não tenha proposto um sistema formal, descreve vários tipos de vegetação presentes no atual domínio do Cerrado.
Warming (1892), em seu trabalho em Lagoa Santa, usa uma terminologia que seria formalizada por Löfgren (1898). Este é creditado como o primeiro a usar formalmente o termo "cerrado" no sentido fisionômico atual (cerrado sensu stricto), além de elaborar um sistema de tipos de vegetação para a Oreades (futuro cerrado sensu lato).
- Cerradão ou Caatanduva
- Cerrado propriamente dito
- Campo cerrado ou Caatininga
- Campo Limpo

Formações (subtipos de vegetação) do cerrado (sensu lato), segundo Coutinho (1978):
- Formação campestres:
  - Campos limpos
- Formações savânicas ecotonais (de transição):
  - Campos sujos
  - Campos cerrados
  - Cerrados sensu stricto
- Formação florestal:
  - Cerradões

Fitofisionomias presentes no "bioma" (domínio) cerrado, segundo Ribeiro & Walter (1998):[p.150]
- Florestas:
  - Mata Ciliar
  - Mata de Galeria (não Inundável, Inundável)
  - Mata Seca (Sempre-Verde, Semidecídua, Decídua)
  - Cerradão (Mesotrófico, Distrófico)
- Savanas:
  - Cerrado sentido restrito (Denso, Típico, Ralo, Rupestre)
  - Parque de Cerrado
  - Palmeiral (Babaçual, Buritizal, Guerobal, Macaubal)
  - Vereda
- Campos:
  - Campo Sujo (Seco, Úmido, com Murundus)
  - Campo Limpo (Seco, Úmido, com Murundus)
  - Campo Rupestre

Entretanto, deve-se notar que alguns autores (ex., Ribeiro & Walter, 1998) não incluem o campo limpo no cerrado enquanto área fitogeográfica (cerrado sensu lato).[p.94]
Arruda et al. (2008) identificaram 22 ecorregiões no bioma Cerrado, de acordo com aspectos biogeográficos e ecológicos, a fim de servir como referência para o planejamento ambiental: Alto Parnaíba, Araguaia Tocantins, Bananal, Bico do Papagaio, Chapadão do São Francisco, Chiquitania, Complexo Bodoquena, Depressão Cuiabana, Depressão do Parnaguá, Grão-Mogol, Jequitinhonha, Paracatu, Paraná- Guimarães, Paranaíba, Paranapanema Grande, Parecis, Planalto Central Goiano, Província Serrana, São Francisco-Velhas, Serra da Canastra, Serra do Cipó e Vão do Paranã.
Tipos de vegetação presentes na "região florística do Brasil central" (província do cerrado), segundo o IBGE (2012):
- savana
- floresta estacional semidecidual
- floresta estacional decidual

Tipos de "savana" (entendida neste esquema como sinônimo de cerrado sensu lato) de acordo com o IBGE (2012), com nomes regionais entre parênteses:
- Subgrupo de formação: Savana (Cerrado)
  - Formação: Savana Florestada (Cerradão)
  - Formação: Savana Arborizada (Campo Cerrado, Cerrado Ralo, Cerrado Típico e Cerrado Denso)
  - Formação: Savana Parque (Campo-Sujo-de-Cerrado, Cerrado-de-Pantanal, Campo-de-Murundus ou Covoal e Campo Rupestre)
  - Formação: Savana Gramíneo-Lenhosa (Campo-Limpo-de-Cerrado)

#### Flora

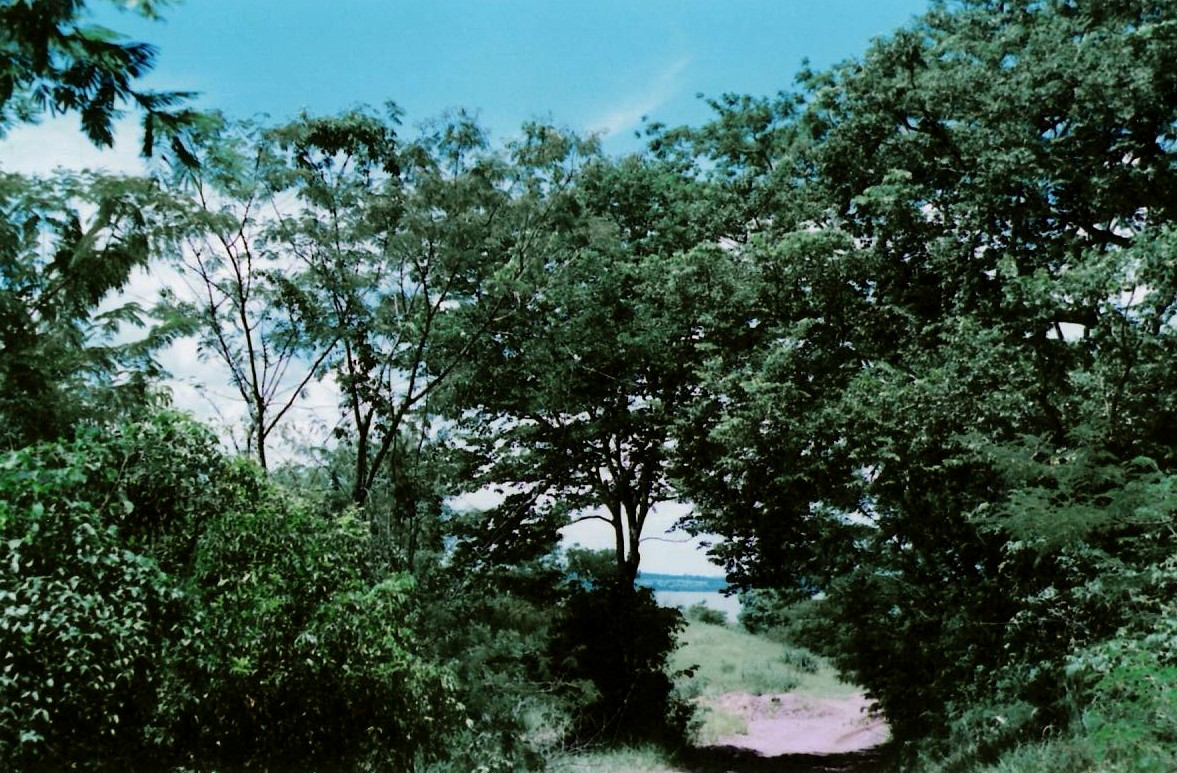
Três Lagoas - MS

Mesmo que não totalmente conhecida, a flora do Cerrado é bastante diversificada. Sua cobertura vegetal é a segunda maior do Brasil, abrangendo uma área de 20% do território nacional. Apresenta as mais diversas formas de vegetação, desde campos sem árvores, ou arbustos, até o cerrado lenhoso denso com florestas-galeria. Reconhecido como a segunda savana mais rica do mundo em biodiversidade (a primeira é a savana africana que tem 10.750 espécies de plantas; 205 espécies de mamíferos; 741 espécies de aves; 151 espécies de répteis; 163 de anfíbios, e é a maior formação savânica e o terceiro maior bioma do mundo com área de 8.246.082 Km²), com a presença de diversos ecossistemas, riquíssima flora com 7.000 espécies de plantas, sendo 4.000 endêmicas desse bioma.
Os campos cobrem a maior parte do território. É essencialmente coberto por gramíneas, com árvores e arbustos. É subdividido em campo de cerrado e campo limpo, que se diferenciam na formação do terreno e na composição do solo, com declives ou plano. As árvores mais altas do Cerrado chegam a 15 metros de altura e formam estruturas irregulares. Apenas nas matas ciliares as árvores ultrapassam 25 metros e possuem normalmente folhas pequenas. Nos chapadões arenosos e nos quentes campos rupestres estão os mais exuberantes e exóticos cactos, bromeliáceas e orquídeas, contando com centenas de espécies endêmicas. E ainda existem espécies desconhecidas, que devido à ação do homem podem ser destruídas antes mesmo de serem catalogadas.

#### Plantas comuns

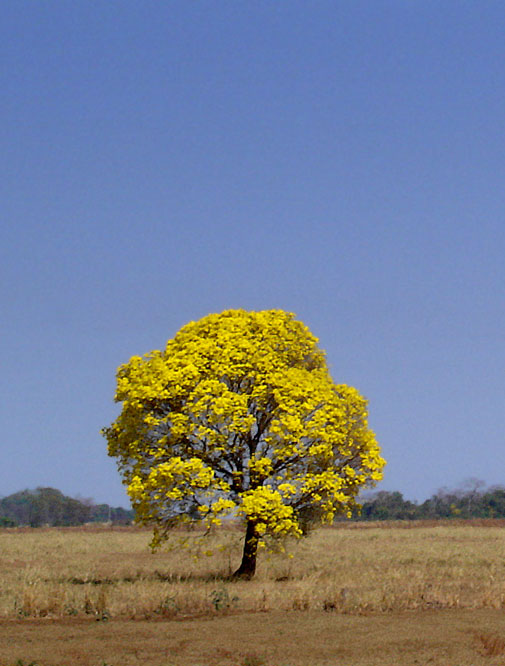
Ipê-amarelo, árvore típica do Cerrado

A vegetação do Cerrado apresenta diversas paisagens florísticas diferenciadas, como os brejos, os campos alagados, os campos altos, os remanescentes de mata atlântica. Mas as fitopaisagens predominantes são aquelas dos Cerrados, como o cerrado típico, o cerradão e as veredas.  Nestas, há desde palmeiras, como babaçu (Orbignya phalerata), bacuri (Platonia insignis), brejaúba (Toxophoenix aculeatissima), buriti (Mauritia flexuosa), guariroba (Syagrus oleracea), jussara (Euterpe edulis) e macaúba (Acrocomia aculeata) até plantas frutíferas como araticum-do-cerrado (Annona crassiflora), araçá (Psidium cattleianum), araçá-boi (Eugenia stipitata), araçá-da-mata (Myrcia glabra), araçá-roxo (Psidium myrtoides), bacuri (Scheelea phalerata), bacupari (Rheedia gardneriana), baru (Dipteryx alata), café-de-bugre (Cordia ecalyculata), figueira (Ficus guaranítica), lobeira (Solanum lycocarpum), jabuticaba (Myrciaria trunciflora), jatobá (Hymenaea courbaril), marmelinho (Diospyros inconstans), pequi (Caryocar brasiliense), goiaba (Psidium guajava), gravatá (Bromeliaceae), marmeleiro (Croton alagoensis), jenipapo (Genipa americana), ingá (Inga sp),
mama-cadela (Brosimum gaudichaudii), mangaba (Hancornia speciosa), cajuzinho-do-campo (Anacardium humile), pitanga-do-cerrado (Eugenia calycina), guapeva (Fervillea trilobata), veludo-branco (Gochnatia polymorpha); Madeiras, tais quais angico-branco (Anadenanthera colubrina), angico (Anadenanthera spp), aroeira-branca (Lithraea molleoides), aroeira-do-sertão (Myracrodruon urundeuva), cedro-rosa (Cedrela fissilis), monjoleiro (Acacia polyphylla), vinhático (Plathymenia reticulata), bálsamo-do -cerrado (Styrax pohlii), pau-ferro (Caesalpinia ferrea), ipês(Tabebuia spp.), além de plantas características dos cerrados, como amendoim-do-campo (Pterogyne nitens), araticum -cagão (Annona cacans), aroeira-pimenteira (Schinus terebinthifolius), capitão-do-campo (Terminalia spp.), embaúba (Cecropia  spp), guatambu-de-sapo (Chrysophyllum gonocarpum), maria-pobre (Dilodendron bipinnatum), mulungu (Erythrina spp), paineira (Ceiba speciosa), pororoca (Rapanea guianensis), quaresmeira roxa (Tibouchina granulosa), tamboril (Enterolobium spp), pata-de-vaca (Bauhinia longifólia), algodão-do-cerrado (Cocholospermum regium), assa-peixe (Vernonia polyanthes), pau-terra (Qualea grandiflora), pimenta-de-macaco (Xylopia aromatica), gameleira (Ficus rufa), sem falar em uma grande variedade de gramíneas, bromeliáceas, orquidáceas e outras plantas de menor porte.

### Fauna

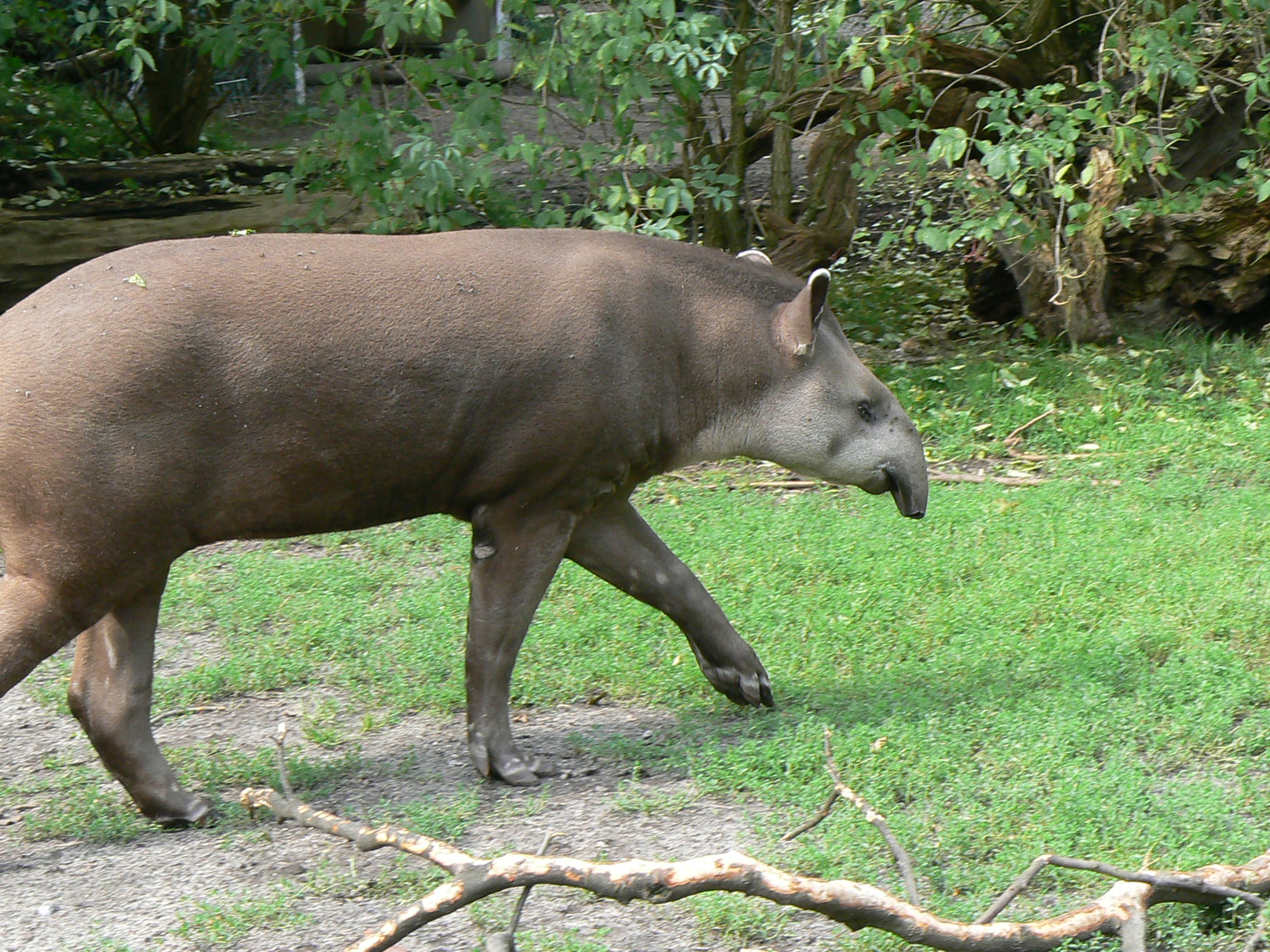
A anta (Tapirus terrestris) é um dos animais do Cerrado

O Cerrado apresenta grande variedade em espécies em todos os ambientes, que dispõem de muitos recursos ecológicos, abrigando comunidades de animais com abundância de indivíduos, alguns com adaptações especializadas para explorar o que fornece seu habitat. No ambiente do Cerrado são conhecidos até o momento mais de 1.500 espécies de animais, entre vertebrados (mamiferos, aves, peixes,repteis e anfíbios) e invertebrados(insetos, moluscos, etc). Cerca de 194 das 524 espécies de mamíferos (pertencentes a 67 gêneros) estão no Cerrado. Apresenta 837 espécies de aves, 150 de anfíbios (das quais 45 são endêmicas), 185 espécies de répteis (das quais 40 são endêmicas). Apenas no Distrito Federal há 90 espécies de cupins, 1.000 espécies de borboletas e 500 de abelhas e vespas.
Devido à ação do homem, o Cerrado passou por grandes modificações, alterando os diversos habitats e, consequentemente, apresentando espécies ameaçadas de extinção. Dentre as que correm risco de desaparecer estão o tamanduá-bandeira, a anta, o lobo-guará, o pato-mergulhão, o falcão-de-peito-vermelho, o tatu-bola, o tatu-canastra, o cervo-do-pantanal, o cachorro-vinagre, a onça-pintada, a ariranha e a lontra.

#### Mastofauna

Onça-pintada, um felino típico

Especificamente no que tange à fauna de mamíferos do cerrado, em que pesem as áreas devastadas para a agropecuária e a mineração, ela é ainda bastante diversificada, com representantes de:
- Marsupiais – gambá (Didelphis ssp.), cuíca (Gracilinanus microtarsus), cuíca-d'água (Chironectes minimus) e jaritataca (Conepatus semistriatus)
- Mustelídeos – ariranha (Pteronura brasiliensis), irara (Eira barbara), lontra (Lontra longicaudis),
- Xenartros – tamanduá-bandeira (Myrmecophaga tridactyla), tamanduá-mirim (Tamandua tetradactyla), preguiça (Bradypus sp), tatus (Dasypodidae)
- Felídeos – gato-palheiro (Oncifelis colocolo), jaguatirica (Leopardus pardalis), jaguarundi (Herpailurus yaguarondi), onça-pintada (Panthera onca) e onça-parda (Puma concolor),
- Canídeos – cachorro-do-mato (Cerdocyon thous), raposa-do-campo (Lycalopex vetulus), lobo-guará (Chrysocyon brachyurus)
- Cervídeos – veado-mateiro (Mazama americana), veado-campeiro (Mazama gouazoupira)
- Primatas – macaco-prego (Cebus apella), macaco-aranha (Ateles paniscus), saguis (Callitrichinae)
- Procionídeos - quati (Nasua spp.), mão-pelada (Procyon cancrivorus)
- Ungulados- anta (Tapirus terrestris), queixada (Tayassu pecari), caititu (Pecari tajacu), veado-catingueiro (Mazama gouazoubira), veado-campeiro (Ozotoceros bezoarticus)
- Roedores – preá (Cavia spp), porco-espinho (Erethizontidae  Hystricidae fam.), capivara (Hydrochoerus hydrochaeris), cutia (Dasyprocta spp), paca (Agouti paca), ratos (Cricetidae)
- Leporídeos – tapiti (Sylvilagus brasiliensis)
- Quirópteros – morcegos (Chiroptera)

#### Avifauna

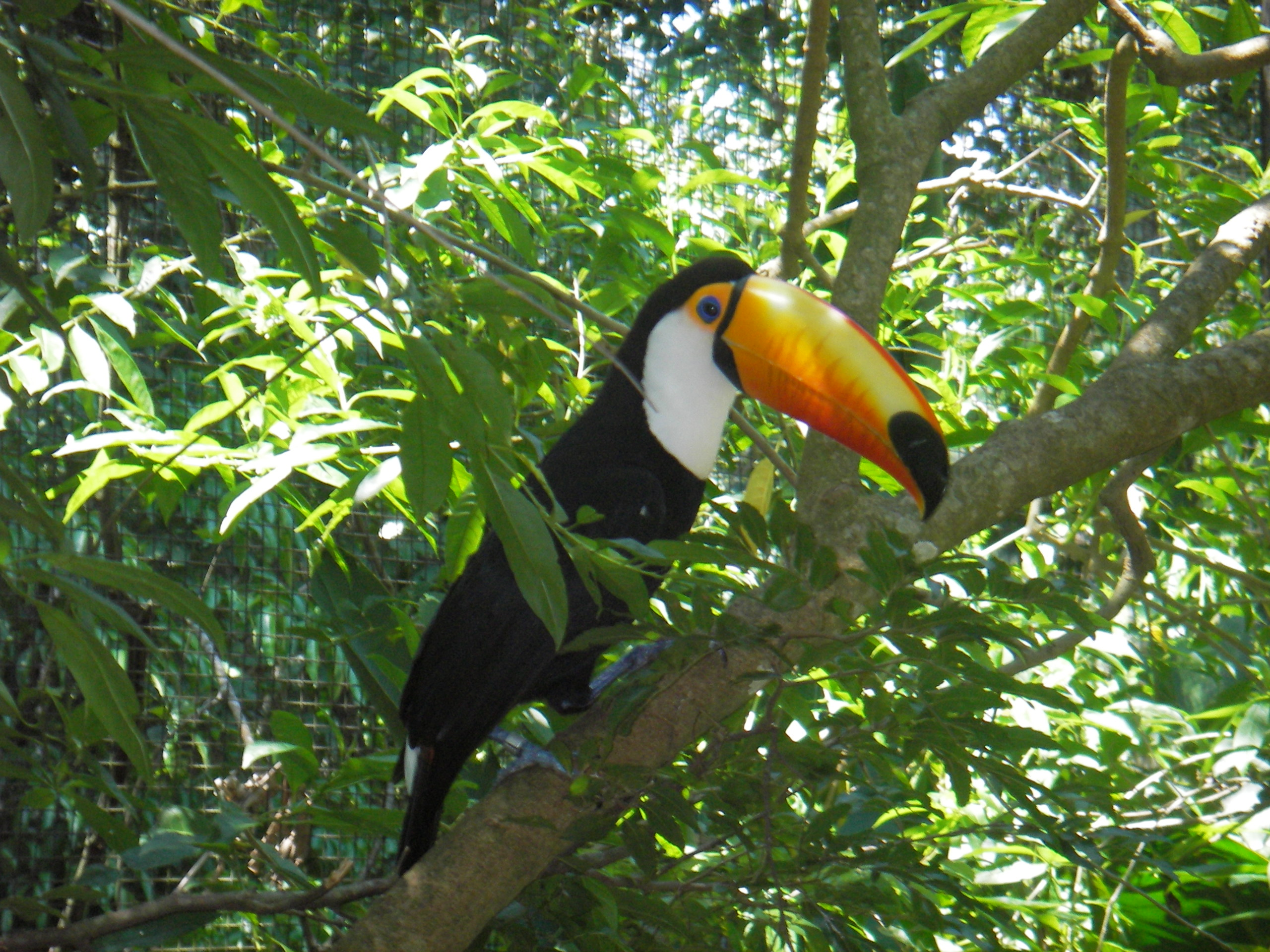
Tucano, ave comum no Cerrado

Em relação à avifauna, são inúmeras as aves do Cerrado, e entre elas destacam-se:
- Papa-moscas-do-campo (Culicivora caudacuta),
- Codorna-pequena (Taoniscus nanus),
- Águia-cinzenta (Harpyhaliaetus coronatus),
- Andarilho (Geositta poeciloptera),[23]
- Anhuma (Anhima cornuta),
- Marreca-ananaí (Anas braziliensis),
- Marreca-cabocla (Dendrocygna autumnalis),
- Marreca-caneleira (Dendrocygna bicolor),
- Irerê (Dendrocygna viduata),
- Pato-mergulhão (Mergus octosetaceus),
- Pato-corredor (Neochen jubata),
- Marreca-caucau (Nomonyx dominicus),
- Pato-picasso (Sarkidiornis melanoto),[24]
- Gralha (Cyanocorax cristatellus),
- Pássaro-preto (Gnorimopsar chopi),
- Guaxo (Icterus jamacaii),
- Tucano (Ramphastos toco),
- Urubu (Coragyps atratus),
- Seriema (Cariama cristata),
- Sabiá-do-campo (Mimus saturninus),
- Beija-flor (Colibri serrirostris),
- Beija-flor-tesoura (Eupetomena macroura),
- Garça campeira (Casmerodius albus)
- Garça do banhado (Egretta thula),
- Anu-preto (Crotophaga ani),
- Anu-branco (Guira guira),
- Caga-sebo (Coereba flaveola),
- Vivi (Euphonia chlorotica),
- Saí-azul (Dacnis cayana ),
- Sanhaço (Thraupis sp.),
- Príncipe (Pyrocephalus rubinus),
- Suriri (Tyrannus melancholicus),
- Quero-quero (Vanellus chilensis),
- Curicaca (Theristicus caudatus),
- Garrincha (Synallaxis frontalis),
- Papagaio-verdadeiro (Amazona aestiva),
- Saracura (Aramides cajanea),
- Piriquito (Brotogeris chiriri),
- Pomba-asa-branca (Columba picazuro),
- João-de-barro (Furnarius rufus),
- Bem-te-vi (Pitangus sulphuratus),
- Canário (Sicalis flaveola),
- Sabiá-laranjeira (Turdus rufiventris)[25]

#### Ictiofauna

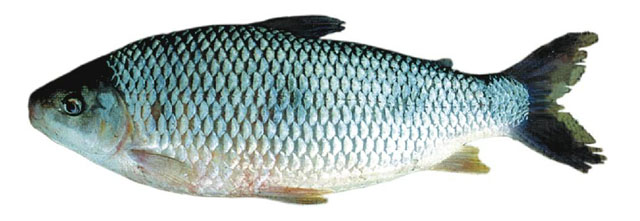
Piau, peixe típico dos rios do Cerrado

Sobretudo pelo fato de ser em áreas de Cerrado que nascem rios das mais importantes bacias hidrográficas brasileiras, como as bacias Amazônica, Tocantínea, Platina e São-Franciscana, a ictiofauna é extremamente rica e diversificada. Nos rios do Cerrado, há um número bastante relevante de espécies de mariscos,e uma grande variedade de peixes, desde aqueles que são comuns até em pequenos córregos, como piabas (Astyanax spp.); lambaris (Deuterodon spp., Moenkhausia spp), Cará (Aequidens spp, Mesonauta spp), bagres e mandis (Pimelodus spp.), Mussum (Synbranchus marmoratus),  tuvira (Eigenmannia spp), até aqueles que são encontrados quase que apenas em rios e ribeirões, tais como caranha (Piaractus spp., Pygocentrus spp.); pacu (Colossoma spp.; Mylossoma spp.; Chaetobranchopsis spp.), piau (Leporinus spp.), traíra (Hoplias spp.), piranha (Catoprion spp.), corimbatá (Cyphocharax spp.), dourado (Salminus spp.), cascudo (Hypostomus spp.;  Pterygoplichthys spp), peixe-cachorro (Roeboides spp.), além de cachorra (Hydrolycus scomberoides), peixe-cadela (Oligosarcus hepsetus), pirapitinga (Brycon microlepis), abotoado (Pterodoras granulosus), timburé (Schizodon borellii), taguara ou sardinha-de-água-doce (Triportheus angulatus), e espécies maiores, de couro, como  cachara (Pseudoplatystoma fasciatum), jaú (Paulicea luetkeni), barbado (Pinirampus pinirampus), pintado (Pseudoplatystoma corruscans) e surubi (Sorubimichthys planiceps). Há outras espécies menos significativas numericamente, inclusive a muito rara e quase extinta piracanjuba (Brycon orbignyanus).

## Conservação

### Destruição de habitats

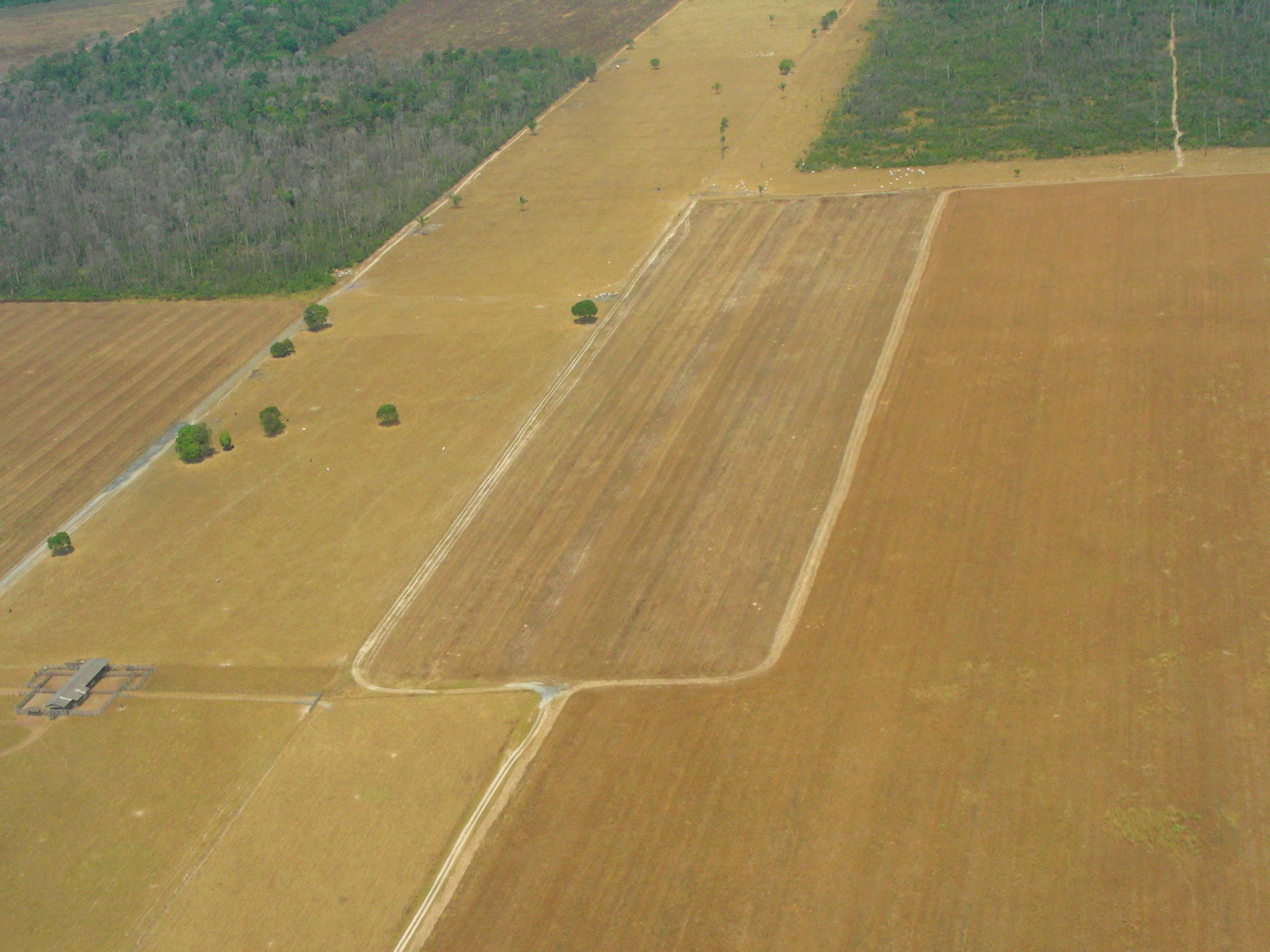
A expansão da fronteira agrícola é uma das principais ameaças ao cerrado

Originalmente com cobertura de pouco mais de 20% do território brasileiro, o Cerrado sofre diversas ameaças à sua biodiversidade, principalmente por conta da profusão das atividades econômicas do agronegócio a partir da década de 1970 e que se intensificaram nos últimos anos.
Depois da Mata Atlântica, o Cerrado é o ecossistema brasileiro que mais alterações sofreu com a ocupação humana. O bioma é considerado um dos 25 ecossistemas do planeta com alto risco de extinção.
Um dos primeiros impactos ambientais graves na região foi causado por garimpos e a atividade mineradora em grande escala, que contaminaram os rios com mercúrio, provocaram o assoreamento dos cursos de água e, em alguns casos, chegou até mesmo a impossibilitar a própria extração do ouro rio abaixo. Contudo, atualmente, a expansão da monocultura intensiva de grãos e da pecuária extensiva de baixa tecnologia representam a principal ameaça à biodiversidade do Cerrado.
Segundo cálculos realizados em 1998 pelo INPE, restavam apenas 34,22% das áreas nativas remanescentes do Cerrado.
Para alguns estudiosos do bioma, de certo modo fatalistas, a destruição do Cerrado é irreversível. De acordo com o ritmo atual de sua destruição, algumas previsões apontam a extinção do bioma até o ano de 2030. A extinção do Cerrado comprometeria também o abastecimento potável em todo o Brasil, já que o fim do bioma representará a extinção dos grandes mananciais de água que abastecem as grandes bacias hidrográficas do país. Em 2021, o Brasil registrou a pior seca em 91 anos, reduzindo a níveis críticos os reservatórios das hidrelétricas das regiões em que o Cerrado ocorre, que são fontes de 70% da energia hidráulica do país.
Apesar do reconhecimento de sua importância biológica e humana, o Cerrado é o que possui a menor porcentagem de áreas sobre proteção integral, tendo apenas 2,85% de seu território como unidades de conservação de proteção integral e 5,36% de unidades de conservação de uso sustentável, incluindo RPPNs (0,07%).

### Invasoras
Dentre as principais espécies exóticas invasoras do Cerrado, que competem com plantas nativas, estão algumas gramíneas forrageiras africanas, usadas na pecuária desde os anos 1970, como Melinis minutiflora (capim-gordura), Hyparrhenia rufa (capim-jaraguá), Panicum maximum (capim-colonião) e Brachiaria spp. (braquiárias). Ainda na década de 1970, começou a ser comum também a ocorrência no Cerrado de Pinus elliottii (pinheiro) e Eucalyptus spp. (eucaliptos), usadas em silvicultura. Há também invasões por Pteridium aquilinum (samambaia-brava), uma espécie ruderal de ampla distribuição em todo o mundo.

### Peculiaridades das formações abertas
A conservação das formações abertas, sejam campestres ou savânicas, enfrenta uma porção de problemas peculiares, como:
- a supressão total do fogo e do pastejo de baixas intensidades – as espécies das formações abertas do Cerrado são mantidas, em parte, por distúrbios ambientais muito antigos, como o fogo causado por raios ou o pastejo pela megafauna herbívora sul-americana, hoje extinta em grande parte. Logo, essas fitofisionomias ocorrem desde antes da presença humana e do desflorestamento antrópico. Assim, na conservação destes ambientes, são importantes o manejo controlado do fogo, evitando-se a supressão total de incêndios. Por outro lado, a pecuária em pastos de plantas herbáceas nativas também pode ser um fator benéfico, desde que feita em baixa densidade;[36][34]
- o florestamento, fruto de uma compreensão errônea de que essas vegetações abertas são sempre um produto da degradação antrópica da floresta;[34]
- a carência de estudos sobre técnicas de restauro do estrato herbáceo do Cerrado – a maioria dos trabalhos cobre apenas as plantas lenhosas;[37]
- a dificuldade de as plantas herbáceas nativas sobrepujarem a competição com as herbáceas exóticas em pastos – enquanto isso, as plantas lenhosas nativas se estabelecem mais facilmente sobre pastos de herbáceas exóticas, devido ao sombreamento que proporcionam a tais plantas, cuja fisiologia do tipo C4 exige alta luminosidade;[38][34]
- a dificuldade de mapeamento por satélite das vegetações campestres[39] – de certa forma, mesmo in loco, pode ser difícil para um leigo diferenciar um campo de herbáceas nativas e um pasto de exóticas;
- a falta de previsão legal para a conservação de fisionomias não florestais e o restauro com espécies herbáceas;[34]

#### Manejo do fogo

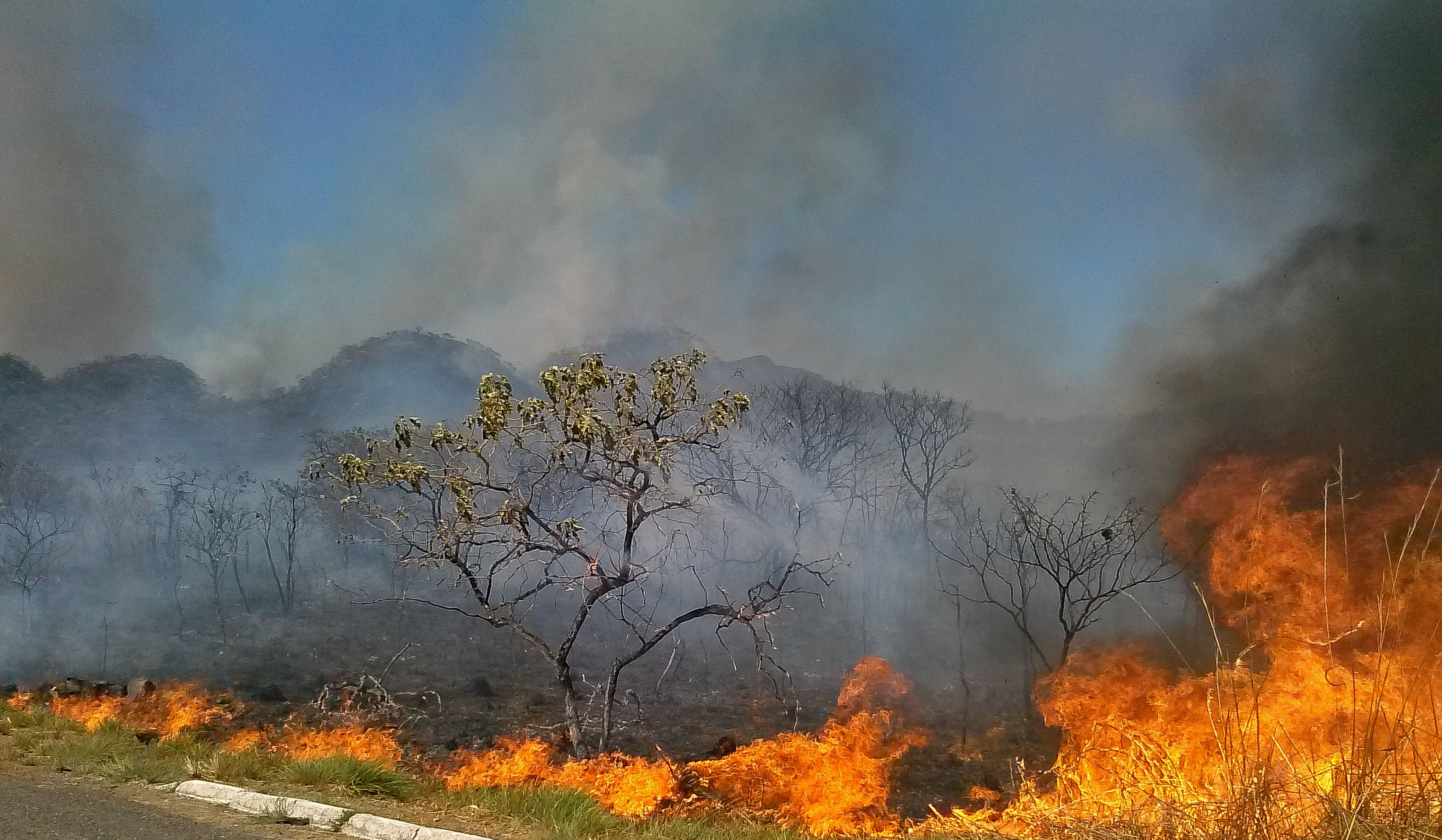
No período de estiagem, o cerrado sofre com as queimadas

Embora quase sempre apresentado como danoso aos ambientes naturais, o fogo é, no entanto, indispensável para a preservação das formações abertas (campestres e savânicas) do Cerrado. As espécies e vegetações do Cerrado não são exatamente adaptadas ao fogo, mas sim a diferentes regimes de fogo. Frequências maiores do fogo tendem a promover a ocorrência de vegetações campestres (campos limpos) ou savânicas (como o cerrado sensu stricto), com suas plantas herbáceas e lenhosas de baixo porte, ao invés das vegetações florestais (cerradão), com suas plantas lenhosas de alto porte.
Logo, alterações no regime natural de fogo (sejam pela sua indução em frequência e intensidade muito altas, ou pela sua supressão completa), podem ter efeitos negativos para a biodiversidade no Cerrado. No caso da gestão de áreas naturais adaptadas ao fogo, alguns autores defendem a promoção de uma "pirodiversidade", isto é, o manejo de áreas em mosaico com diferentes regimes de fogo controlado (mas não muito frequentes, nem ausentes), de modo a favorecer a ocorrência e a preservação de espécies e vegetações adaptadas a diferentes regimes. Além disso, a queima controlada e regular elimina o acúmulo de material inflamável, e assim, evita incêndios catastróficos, muito intensos.

#### Florestamento
Recentemente, o uso da técnica de florestamento – o desenvolvimento de florestas em áreas que não eram originalmente florestadas – como estratégia de sequestro de carbono e de conservação de biomas florestais tem sido criticado por representar uma ameaça à conservação de biomas não florestais, como os campos e savanas do Cerrado. Uma alternativa mais adequada seria o reflorestamento de áreas desmatadas, onde originalmente havia presença de florestas.